# QWOP
QWOP — бесплатная браузерная игра, основанная на Ragdoll-физике, созданная Беннеттом Фодди и выпущенная в 2008 году. Игрок управляет спортсменом по имени Qwop и должен бегать, используя кнопки Q, W, O и P, управляющие отдельными группами мышц ног бегуна. Несмотря на то, что игру активно критиковали за её сложность, она стала популярной и помогла выйти сайту Фодди на посещаемость в 30 миллионов просмотров в месяц.

## Игровой процесс
QWOP является спортивным симулятором, основанным на Ragdoll-физике. Игрок управляет спортсменом по имени Qwop, совершающим стометровый забег на Олимпийских играх. Используя клавиши Q, W, O и P игрок должен управлять ногами бегуна с целью добежать как можно дальше (в идеале — до конца игровой дорожки) и не упасть. Игра может быть в любой момент перезапущена нажатием клавиши R.
Клавиши Q и W используются для управления мыщцами бёдер обеих ног, а O и P отвечают за икроножные мышцы. Так, клавиша Q заставит правое бедро спортсмена двигаться вперёд, а левое — назад, а клавиша W — наоборот; клавиши O и P аналогично используются для управления икрами. На скорость движения сустава влияет сопротивление, обусловленное силами тяжести и инерции.
Несмотря на то, что цель игры выглядит простой, QWOP обрела репутацию чрезвычайно сложной игры благодаря управлению. Независимо от достигнутого результата, игра показывает победный экран с надписью «любой является победителем» (англ. everyone is a winner), а в игре нет общей доски результатов.

Относительно QWOP я понял одну вещь: каждый человек устанавливает в игре собственные цели. Некоторые люди считают, что победили, если они пробежали пять метров, другие — если они медленно передвигались по дорожке в течение часа. Если бы я добавил в игру таблицу лидеров или счёт, все эти люди, скорее всего, уходили бы разочарованными, и в игре остались бы только самые целеустремлённые и мазохистские игроки.
— Беннетт Фодди

## История
QWOP была разработана Беннеттом Фодди, в то время являющегося заместителем руководителя и старшим научным сотрудником программы этики новых биологических наук в The Oxford Martin School, являющегося частью Оксфордского университета, в ноябре 2008 года для своего сайта Foddy.net. Он приучил себя создавать игры в то время, пока прокрастинировал при завершении своей диссертации по философии.

## Популярность

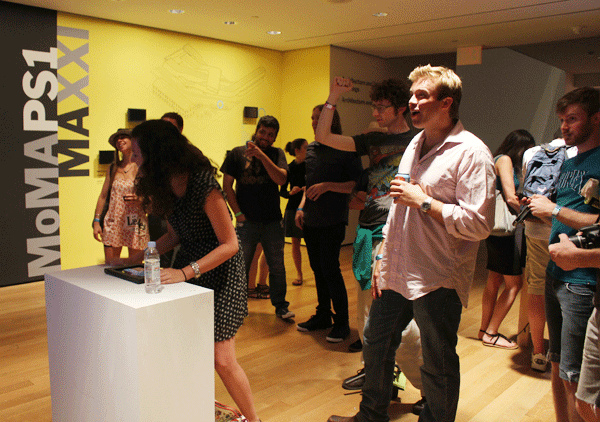
QWOP представляется посетителям Музея современного искусства в Нью-Йорке, 2011 год

Несмотря на то, что QWOP активно критиковали за сложность, игра помогла выйти сайту Фодди на посещаемость в 30 миллионов человек в месяц, по данным журнала Wired. После выпуска игры в QWOP сыграло несколько миллионов человек, хотя количество игроков быстро стало снижаться.
27 июля 2011 года игра была представлена в Музее современного искусства в Нью-Йорке, где была частью мероприятия «Аркада», организуемого компанией Kill Screen. 10 апреля 2013 года в Книгу рекордов Гиннесса вошла категория на самое быстрое прохождение флэш-версии QWOP, в которой победил игрок из Индии Рошан Рамачандра, пробежавший 100 метров за 51 секунду.
Также QWOP была показана в девятом сезоне американского комедийного сериала «Офис».

## Альтернативные версии
21 декабря 2010 года игра вышла в виде приложения на iPhone. Хотя приложение обладает схожим игровым процессом, в нём отличается управление: движение руками и ногами спортсмена осуществляется перемещением соответствующих иконок по ромбовидным областям на экране. Журнал Kotaku назвал версию для iPhone «на 4000 процентов более невозможной» относительно оригинальной игры и «олимпийским упражнением для больших пальцев».
В феврале 2012 года вышла многопользовательская версия QWOP для двух игроков, названная 2QWOP, показанная в рамках мероприятия «Зимние Олимпийские игры Фодди», проведённого в Остине с целью ознакомления публики с играми Беннетта Фодди. В этой версии игра отображается на разделённом горизонтально экране, а управление бёдрами и икрами двух спортсменов осуществляется с помощью клавиш Q, W, E, R и U, I, O, P соответственно.